# 여자들의 꿈
기다리는 여인들(Kvinnors Vantan)은 스웨덴에서 제작된 잉마르 베리만 감독의 1952년 영화이다. 아니타 비요크 등이 주연으로 출연하였고 알랜 이케런드 등이 제작에 참여하였다.

## 출연

### 주연
- 아니타 비요크
- 에바 달벡

### 조연
- 군나르 비에른스트란드
- 얄 쿨레
- Bjorn Bjelfvenstam

## 제작진
- 미술: Nils Svenwall
- 의상: Barbro Sorman